# Sẻ nhà
Sẻ nhà (danh pháp hai phần: Passer domesticus) là một loài chim cỡ nhỏ thuộc họ Sẻ, được tìm thấy trong hầu hết các nơi trên thế giới. Sẻ nhà có nơi sống gắn kết với nơi ở của con người, và có thể sống trong thành thị hoặc nông thôn.

## Phân bố
Một trong số khoảng 25 loài trong chi Passer, sẻ nhà xuất hiện tự nhiên trong hầu hết châu Âu, khu vực Địa Trung Hải, và phần lớn châu Á. Việc du nhập loài này một cách cố ý hay vô tình đến nhiều khu vực, bao gồm các bộ phận của Úc, Châu Phi, và châu Mỹ, làm cho nó chim hoang dã phân bố rộng rãi nhất.
Mặc dù tìm thấy trong môi trường sống rộng rãi và khí hậu khác nhau, nó thường tránh rừng, đồng cỏ, và sa mạc rộng lớn cách xa các khu định cư của con người. Sẻ nhà là ăn chủ yếu những hạt giống của các loại ngũ cốc và cỏ dại và côn trùng, và có thể thực hiện các nhiệm vụ phức tạp và bất thường để có thức ăn. Những kẻ săn mồi của sẻ nhà bao gồm mèo, diều hâu, cú, và các loài chim ăn thịt và động vật có vú ăn thịt khác.

## Mô tả
Một con chim nhỏ, nó có chiều dài điển hình là 16 cm (6,3 in) và cân nặng 24-39,5 gram (0,85-1,39 oz). Con mái có màu nâu nhạt và màu xám, và con trống có màu đen sáng hơn, màu trắng, và những mảng màu nâu. Sẻ nhà là loài chim lùn và chắc mập, thường dài trung bình khoảng 16 xentimét (6,3 in), từ 14–18 xentimét (5,5–7,1 in). Sẻ có đầu tròn lớn, đuôi ngắn và mỏ cứng. Sẻ nhà nặng từ 24–39,5 gam (0,85–1,39 oz). Con mái thường nhỏ hơn con trống.
Trọng lượng trung bình của sẻ ở lục địa châu Âu cả hai giới là khoảng 30 gam (1,1 oz), và các phân loài phía nam thì khoảng 26 gam (0,92 oz). Con chim non hơn thì nhỏ hơn, con trống lớn hơn con mái vào mùa đông, và con mái thì lớn hơn trong mùa sinh sản. Giữa và trong vòng phân loài, có thêm biến thể dựa trên vĩ độ, độ cao, khí hậu, và các yếu tố môi trường khác, theo quy tắc sinh học như quy tắc Bergmann.

## Hình ảnh

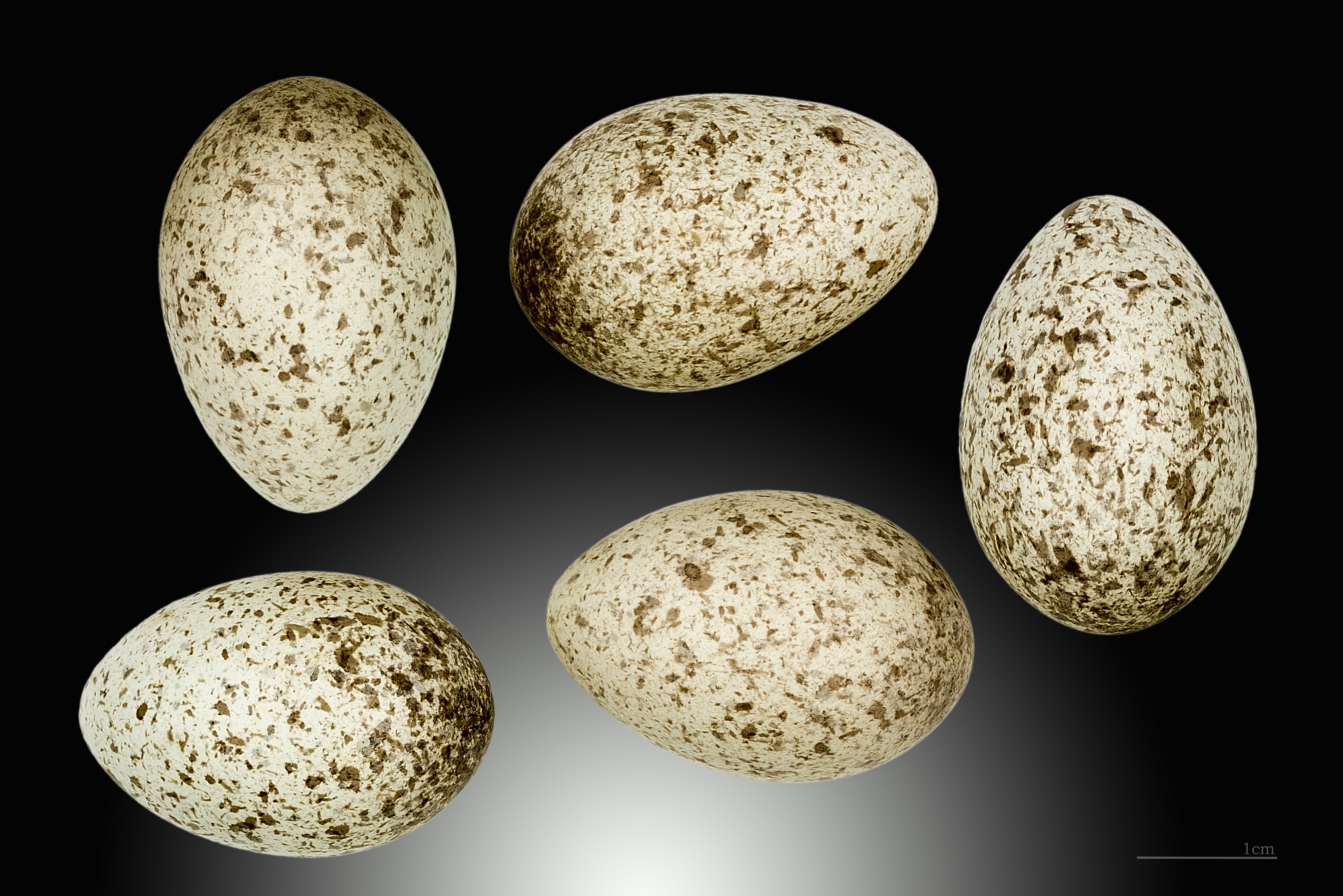
Passer domesticus domesticus.
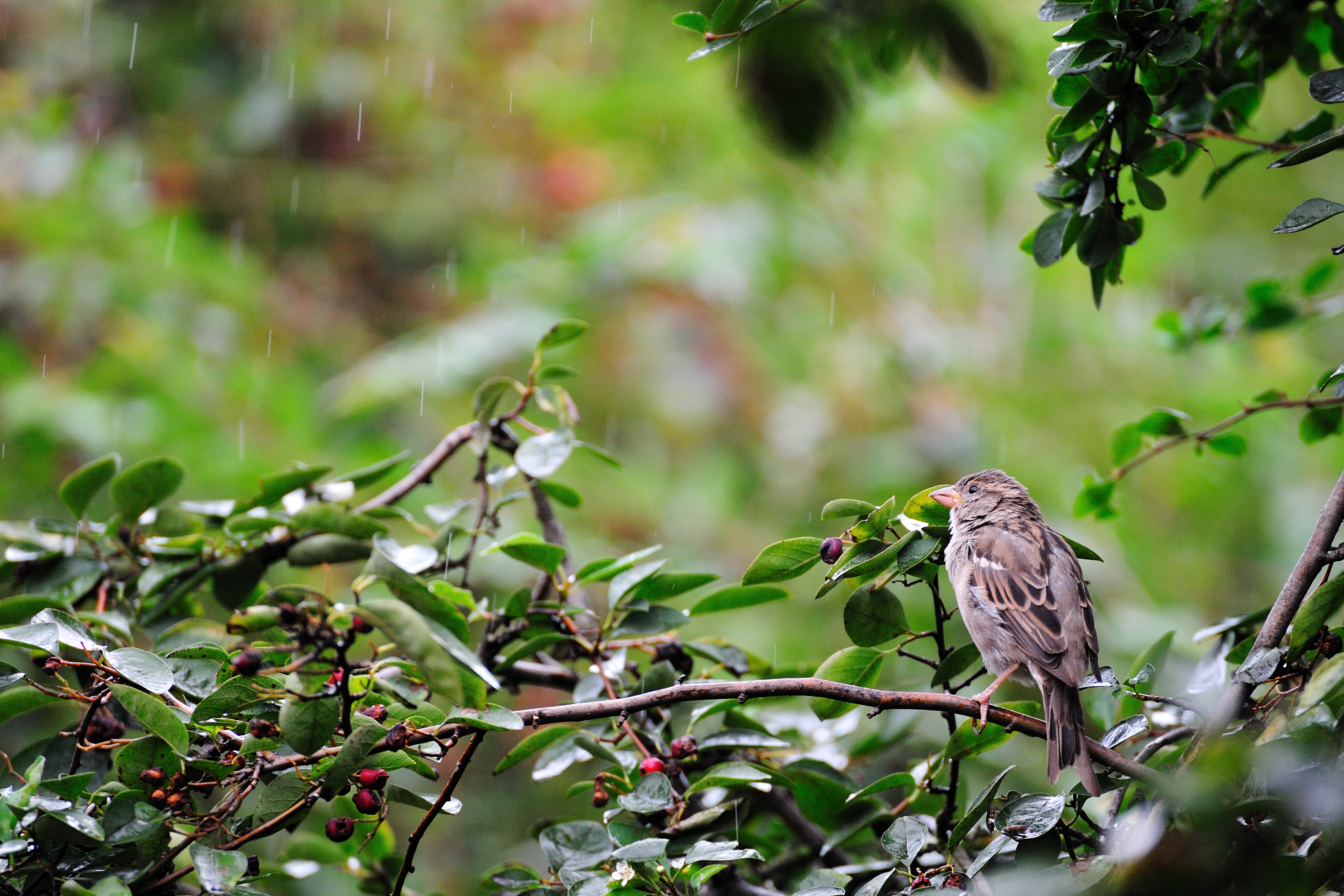
Một con sẻ nhà trong mưa.